# Cornallis gracilipes
Cornallis gracilipes är en skalbaggsart som beskrevs av Thomson 1864. Cornallis gracilipes ingår i släktet Cornallis och familjen långhorningar. Inga underarter finns listade i Catalogue of Life.